# Beppe Gandolfo
Beppe Gandolfo (Torino, 19 marzo 1959) è un giornalista italiano, corrispondente dal 1998 delle Reti Mediaset dal Piemonte e Valle d'Aosta.
Dopo un inizio nei periodici e nelle tv locali (GRP e Telesubalpina), nel 1989 è approdato all’ANSA sede regionale per il Piemonte dove è rimasto per 8 anni, occupandosi di vari fatti di cronaca ma anche di eventi sportivi a livello internazionale, culminati con le Olimpiadi del 1992 a Barcellona.
Dal 1998 è il corrispondente per il Piemonte e la Valle d’Aosta per i programmi di informazione delle reti Mediaset. Ha seguito, in questi anni, vicende come l’incendio nel traforo del Monte Bianco, il delitto di Novi Ligure, quello di Cogne, le Olimpiadi di Torino 2006, le inchieste e i processi Thyssen ed Eternit, le vicende della Fiat-FCA, e tanti altri eventi, piccoli e grandi. 
Dal settembre 2021 si occupa dei servizi per Studio Aperto MAG, approfondimento quotidiano di Italia 1 dedicato alle bellezze e alle bontà del nostro Paese. 
Dal 2002 pubblica – per la EnneCi Communication – il volume “Un anno in Piemonte”, libro giunto alla diciannovesima edizione e che raccoglie, anno per anno, i fatti con i relativi approfondimenti di tutto quanto accade nella regione.  Da luglio 2013 – sempre in collaborazione con EnneCi Communication – cura il sito web www.unannoinpiemonte.com, una piattaforma di raccolta di oltre 20.000 notizie, ma anche con curiosità, immagini e interessanti blog sempre legati a questo territorio. . 
Nel 2012 ha pubblicato anche il libro “Il mio Toro, la mia missione” (Priuli & Verlucca editore) scritto con don Aldo Rabino, da 40 anni padre spirituale granata: libro che ha vinto il Premio Bancarella Sport. Nel 2014, sempre con don Aldo Rabino, ha scritto “Il Toro che vorrei”.  Nel 2016 – in collaborazione con il quotidiano La Stampa - ha pubblicato un volume sullo scudetto del Torino del 1976, a 40 anni di distanza dalla storica vittoria del Tricolore da parte della squadra di Gigi Radice. E nel 2017 “Meroni l’artista campione” sempre per La Stampa - Priuli in occasione del 50º anniversario della tragica morte del calciatore. Mentre nel 2018 ha pubblicato “Tutto il Toro del Mondo” – a pochi mesi dalla scomparsa di Emiliano Mondonico.
Nell'aprile 2020 ha pubblicato il libro "Pulici. Il mito" (Priuli e Verlucca) in occasione del 70.mo compleanno di Paolo Pulici, il più grande goleador della storia del Toro.
Spesso ospite di trasmissioni calcistiche nelle Tv locali torinesi.
Ha fatto parte del Consiglio Nazionale dell’Ordine dei giornalisti e dal 2023 è nel Consiglio Nazionale della FNSI-Federazione Nazionale della Stampa. Dal luglio 2024 è uno dei 5 componenti del Consiglio di Amministrazione dell'Inpgi, Istituto di Previdenza dei Giornalisti Italiani.
Nel 2019 vince il Premio Giornalistico Gian Franco Bianco, nel 2020 e nel 2024 il Premio Giornalistico del Roero e nel 2022 e nel 2024 il Premio Franco Marchiaro ad Alessandria.